# Augusto Samuel Boyd
Augusto Samuel Boyd (* 1. August 1879 in Panama-Stadt; † 17. Juni 1957 ebenda) war ein panamaischer Diplomat, Politiker und der 19. Staatspräsident von Panama.

## Leben
Nachdem Boyd, Sohn des ehemaligen Präsidenten Federico Boyd, sich schon früh aktiv mit Politik beschäftigt hatte, wurde er bereits 1906, im Alter von 27 Jahren, Präsident der Stadtverwaltung von Panama-Stadt. Anschließend wurde er Präsident des Nationalrats und Vize-Präsident des nationalen Wahlrats verbunden mit der Position des Vizepräsidenten von Panama. Ab 1936 war er auch Panamas Botschafter in Washington, als er, bedingt durch den plötzlichen Tod von Präsident Juan Demóstenes Arosemena Barreati zurückberufen wurde. Am 18. Dezember 1939 übernahm er das Amt des Staatspräsidenten von Ezequiel Fernández Jaén, der die vergangenen drei Tage dieses übergangsweise ausgeübt hatte. Er führte dieses Amt bis zum Ende der normalen Amtszeit. Sein Nachfolger wurde Arnulfo Arias.